# Лантери, Хульета
Хульета Лантери (исп. Julieta Lanteri; урождённая Джулиа Маддалена Анджела Лантери, итал. Giulia Maddalena Angela Lanteri; 22 марта 1873, Брига Мариттима — 25 февраля 1932, Буэнос-Айрес) — аргентинский врач-психиатр, политик и суфражистка итальянского происхождения. Активно боролась за права женщин в Аргентине, первая женщина в Южной Америке, принявшая участие в выборах.

## Биография
Джулиа Лантери родилась на северо-западе Италии откуда в шестилетнем возрасте вместе с родителями и сестрой переехала в аргентинский город Ла-Плата. Поступив в Национальный колледж Рафаэля Эрнандеса, она стала первой студенткой в истории этого учебного заведения. Получив в 1898 году степень бакалавра по фармакологии, Лантери поступила в Университет Буэнос-Айреса, где в 1906 году защитила кандидатскую диссертацию по фармакологии, и стала шестой женщиной в истории Аргентины, получившей учёную степень по медицине. Следующей ступенью во врачебной карьере Лантери стала учёба в медицинской школе и последующая интернатура в больнице Сан-Рок. По окончании учебного процесса, она устроилась на работу в больницу скорой помощи, где на протяжении следующих десяти лет специализировалась на лечении психических заболеваний, а также болезней женщин и детей. После продолжительной работы по получению новых знаний и совершенствованию своих навыков в ходе работы в психиатрических отделениях различных медучреждений, Лантери подала заявку на получение статуса профессора в медицинской школе, но получила отказ по причине отсутствия у неё аргентинского гражданства.
Наравне с учёбой и медицинской практикой, весомую долю жизни Лантери занимали суфражизм и деятельность, направленная на претворение в жизнь социальных реформ. В 1905 году она приняла участие в создании Аргентинской ассоциации свободомыслия, а через четыре года создала Национальную лигу свободомыслящих женщин, вкупе с печатным изданием «The New Woman». Не оставляя надежды получить звание профессора, она подала заявление на получение аргентинского гражданства, но ей было отказано, поскольку женщинам-иммигранткам, как правило, не предоставлялось гражданство, за исключением женщин состоящих в браке с аргентинцами. В 1910 году Лантери вышла замуж за врача Альберта Реншоу, который через год смог добиться получения женой гражданства.
 В новом статусе она проголосовала на выборах в Законодательное собрание Буэнос-Айреса, тем самым став первой женщиной в Южной Америке, принявшей участие в выборах. Несмотря на то, что аргентинским женщинам вплоть до 1947 года не было предоставлено избирательное право, Лантери удалось отдать свой голос благодаря отсутствию в законе о выборах прямого запрета на участие женщин в электоральном процессе. В том же 1911 году законодательство подверглось изменению и правом голосовать отныне были наделены только граждане, отслужившие в аргентинской армии. Хотя считалось, что закон Саэнса Пеньи таким образом предоставлял всеобщее избирательное право, но на деле оно касалось толко мужчин.
После этого Хульета Лантери основала политическую партию «Национальный феминистский союз», члены которой призывали к установлению всеобщего избирательного права, закрепления на законодательном уровне равенства прав мужчин и женщин, оплате декретных отпусков, уменьшению продолжительности рабочего дня, отмене смертной казни, запрету на производство и продажу алкоголя и запрету проституции. В 1929 году Лантери для повторного участия в выборах вновь попыталась использовать несовершенство законодательства и ссылаясь на отсутствие формального запрета на прохождение военной службы женщинами подала заявку на вступление в ряды вооружённых сил Аргентины. После того, как её запрос был отклонён судом она вернулась к политической деятельности и занималась ей вплоть до февраля 1932 года, пока не стала жертвой наезда автомобиля, закончившегося для Лантери летальным исходом.